# Stade Nabi Abi Chedid
Le stade Nabi Abi Chedid  surnommé Nabizão, appelé précédemment stade Marcelo Stéfani, est un stade situé dans la ville de Bragança Paulista dans l'État de São Paulo au Brésil.

## Histoire
Le stade est construit en 1949, il porte d'abord le nom de Marcelo Stéfani, un ancien joueur et président du Clube Atlético Bragantino. En janvier 2009, la direction du club décide de changer le nom en Estadio Nabi Abi Chedid, père du président du club, Marquinho Chedid. 
Le stade a une capacité de 15 010 places quand la société Red Bull rachète le club en 2019 et le renomme Red Bull Bragantino. La société a également le projet de rénover le stade pour en faire une arène de 20 000 places,.